# Rostvingad tyrann
Rostvingad tyrann (Myiozetetes cayanensis) är en fågel i familjen tyranner inom ordningen tättingar.

## Utseende och läte
Rostvingad tyrann är en av flera medelstora tyranner som har gulaktig undersida och svartvitmönstrad huvudteckning. Denna art har relativt mycket rostrött i vingarna. Näbben är mindre än hos vitnackad tyrann. Lätet är karakteristiskt slött och något strävt, "wheeer". 

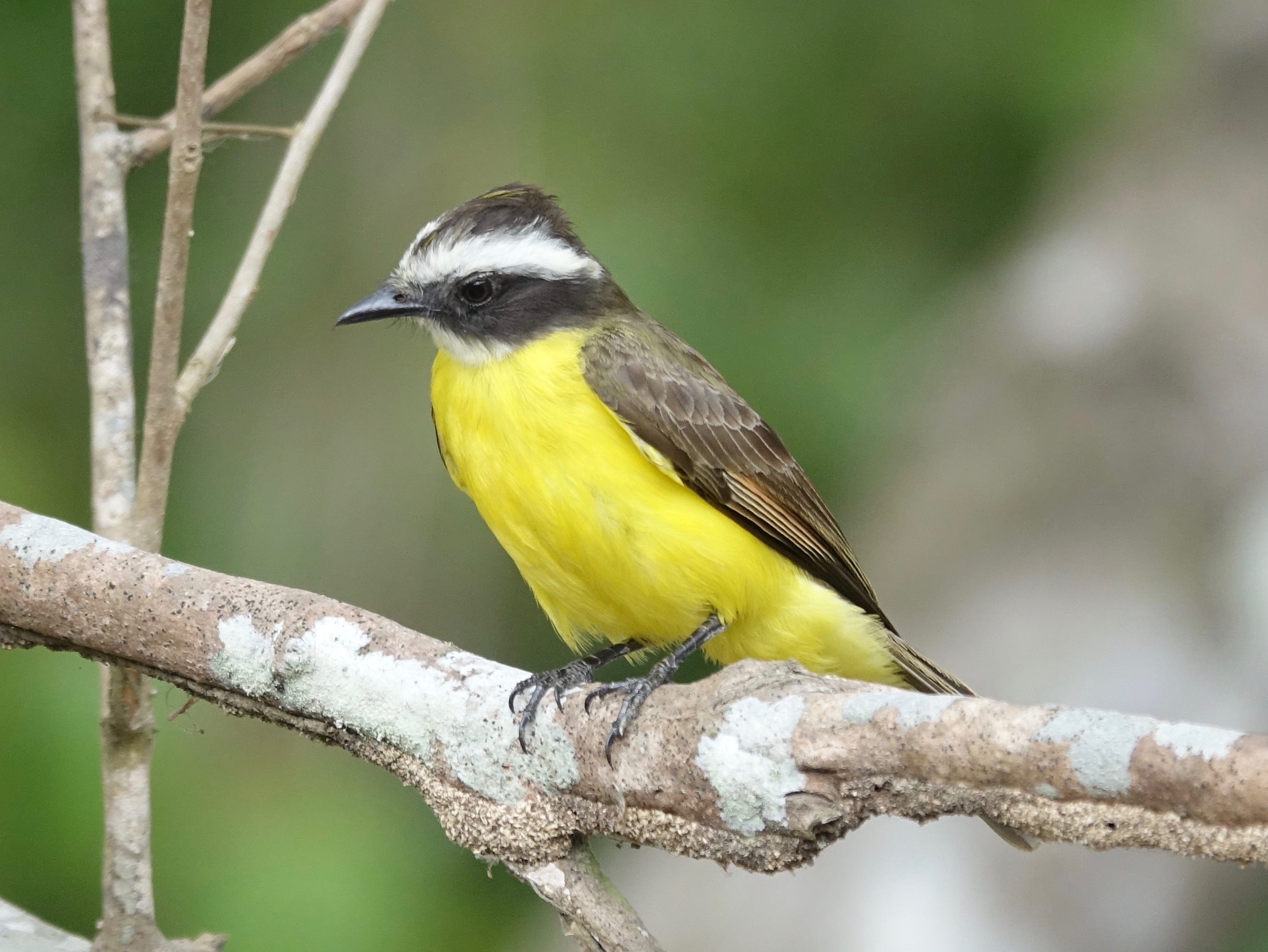

## Utbredning och systematik
Rostvingad tyrann delas in i fyra underarter:
- Myiozetetes cayanensis hellmayri – förekommer från sydvästra Costa Rica och Panama söderut till sydvöstra Ecuador (i syd till El Oro och västra Loja) och österut tvärs över norra Colombia till nordvästra Venezuela (till Maracaibobäckenet och Andernas västsluttning)
- Myiozetetes cayanensis rufipennis - förekommer från östra Colombia till norra Venezuela och östra Ecuador
- Myiozetetes cayanensis cayanensis – förekommer från södra Venezuela, Guyana och Amazonområdet i Brasilien till norra Bolivia
- Myiozetetes cayanensis erythropterus – förekommer i sydöstra Brasilien (östra Minas Gerais till Rio de Janeiro)

## Levnadssätt
Rostvingad tyrann hittas i olika typer av öppna skogsmiljöer, som skogsbryn och ungskog. Den ses ofta nära vatten.

## Status
Arten har ett stort utbredningsområde och beståndet anses vara stabilt. Internationella naturvårdsunionen IUCN listar den därför som livskraftig (LC). Beståndet uppskattas till i storleksordningen 50 miljoner vuxna individer.